# Fulvia Colombo
(Milano, 3 gennaio 1954, ore 11. L'annuncio è di Fulvia Colombo)
Fulvia Colombo (Milano, 13 marzo 1926 – Suno, 25 settembre 2005) è stata un'annunciatrice televisiva e conduttrice televisiva italiana.
Fu lei a leggere, dagli studi di Milano, il messaggio di inaugurazione delle trasmissioni televisive regolari della Rai il 3 gennaio 1954. Le sue prime colleghe sono state Olga Zonca e Marisa Borroni a Milano, Nicoletta Orsomando ed Annie Ninchi a Roma, Lidia Pasqualini e Maria Teresa Ruta a Torino.

## Biografia
Figlia di un alto dirigente della Fiera di Milano, è nata il 13 marzo ma è stata registrata solo il 18 aprile, data riportata anche sulla sua tomba. Dopo essersi diplomata in pianoforte e aver tentato la carriera d'attrice recitando una piccola parte nel film Giudicatemi! di Giorgio Cristallini (1948), ha invece iniziato a lavorare in Rai (ancora in fase sperimentale) fin dal 1949 dagli studi di Milano, lavorando in radio e presentando i programmi sperimentali emessi durante la 1ª Esposizione Internazionale di Televisione, divenendo successivamente una signorina buonasera.
Suo è il primo annuncio delle trasmissioni ufficiali della televisione italiana, trasmesso il 3 gennaio 1954 alle 11 del mattino, al quale assistettero i pochissimi, privilegiati telespettatori dell'epoca. Nello stesso anno decise di abbandonare la televisione per entrare nella compagnia di Erminio Macario, tornando però al suo ruolo originale di annunciatrice per la televisione già nel 1955, delusa dall'esperienza.
L'anno di punta della sua stagione televisiva è stato il 1958, quando affiancò Gianni Agus alla conduzione del Festival di Sanremo, vinto da Domenico Modugno e Johnny Dorelli con Nel blu dipinto di blu. Nello stesso anno fu anche alla guida del Festival di Napoli. Vincitrice della Maschera d'argento (1959), quattro anni più tardi (1963) si è ritirata a vita privata per motivi di salute, allontanata dalla Rai perché vittima di un esaurimento nervoso. Successivamente ha lavorato solo sporadicamente come doppiatrice, per il film TV La torre di Babele (ha doppiato Luciana Carnielli) e per la serie televisiva Colorina, (doppiatrice di Alba Nydia Diaz).
Nel 1984 interviene brevemente come ospite ad una puntata del programma Trent'anni della nostra storia, condotto da Paolo Frajese, in occasione del trentennale della televisione italiana. 
Nel 1992 è tornata alle cronache a causa delle sue precarie condizioni di vita, caratterizzata da solitudine e gravi ristrettezze economiche (non riceveva alcuna pensione). La comunità di Meina, sul lago Maggiore, presso la quale viveva in quegli anni, si mobilitò per farle avere il sussidio previsto dalla Legge Bacchelli. Fu Pippo Baudo a riconsegnarla alla memoria storica in un'intervista per il programma Cinquanta. Storia della TV di chi l'ha fatta e di chi l'ha vista (andato in onda nel 2003), programma ideato per festeggiare i cinquant'anni della televisione italiana col quale riappare in video, lucida e serena, dopo quasi vent'anni dalla sua ultima apparizione televisiva. È morta nel settembre del 2005 in una casa di riposo dove viveva da anni a Suno, in provincia di Novara ed è sepolta nel locale cimitero.

## Prosa radiofonica Rai
- Riunione di famiglia, commedia di T. S. Eliot, regia di Enzo Ferrieri, trasmessa il 28 marzo 1949.
- Quel signore che venne a pranzo, di Hart e Kaufman, regia di Enzo Ferrieri, trasmessa il 23 maggio 1949.